# クロルピリホス
クロルピリホス (Chlorpyrifos) は、有機リン系殺虫剤である。コリンエステラーゼ阻害作用を持ち、農薬やシロアリ駆除などに用いられる。IUPAC系統名は、チオリン酸=O-(3,5,6-トリクロロピリジン-2-イル)=O,O-ジエチル O,O-diethyl O-(3,5,6-trichloropyridin-2-yl) thiophosphate である。2008年2月26日、中国製の冷凍食品から検出されたことが判明した。

## 危険性
毒性をラットの半数致死量（LD50）で表すと、経口投与の場合は82 mg/kg、経皮投与の場合は202 mg/kgである。また、摂氏160 度以上に加熱すると、分解して塩化水素、ホスゲン、リン酸化物、窒素酸化物、硫黄酸化物を含む有毒で腐食性の蒸気が生成するため危険である。

## 法的規制
日本では、シックハウス症候群への対策として、居室を有する建築物へのクロルピリホスを含んだ建材の使用が、建築基準法の改正により2003年（平成15年）から禁じられた。